# بوبي والدن
بوبي والدن (بالإنجليزية: Bobby Walden)‏ هو لاعب كرة قدم أمريكية أمريكي، ولد في 9 مارس 1938 في بوسطن في الولايات المتحدة، وتوفي في 27 أغسطس 2018 في بينبردج في الولايات المتحدة.

## وصلات خارجية
- بوبي والدن على موقع مرجع كرة القدم المحترفة.كوم (الإنجليزية)
- بوبي والدن على موقع قاعة جورجيا للمشاهير الرياضية (مؤرشف) (الإنجليزية)
- بوبي والدن على موقع IMDb (الإنجليزية)